# アッシリアの民俗舞踊

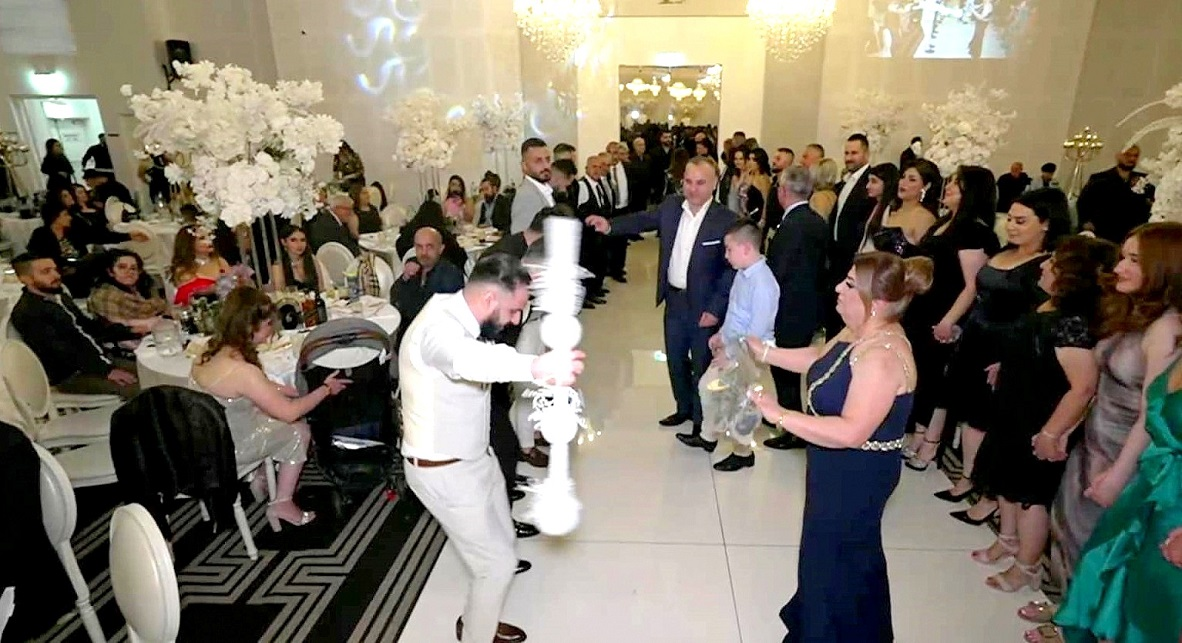
アッシリアの人々のパーティでの民俗舞踊

アッシリアの民俗舞踊（アッシリアのみんぞくぶよう）は、アッシリア人によって世界中で踊られている踊り。婚礼や共同体でのパーティ、祝い事などの機会で踊られる。
アッシリアの民俗舞踊は主に直線或いは曲がった列で踊る。大部分の踊りでは参加者数は無制限であるが、サーベル・ダンスは例外的にせいぜい3人までで踊る。また、アッシリアの踊りは雰囲気と曲のテンポに応じて、弱い動作の踊りから強い動作の踊りに変化する。
アッシリアの民俗舞踊は、拍子によって5つに分類できる。
- ２/４  (10 の踊り)
- ４/４  (6 つの踊り)
- ６/８  (13 の踊り)
- ９/８  (1 つの踊り)
- １０/８  (1 つの踊り)

テンポは、通常=70 から=140である。

## 技巧

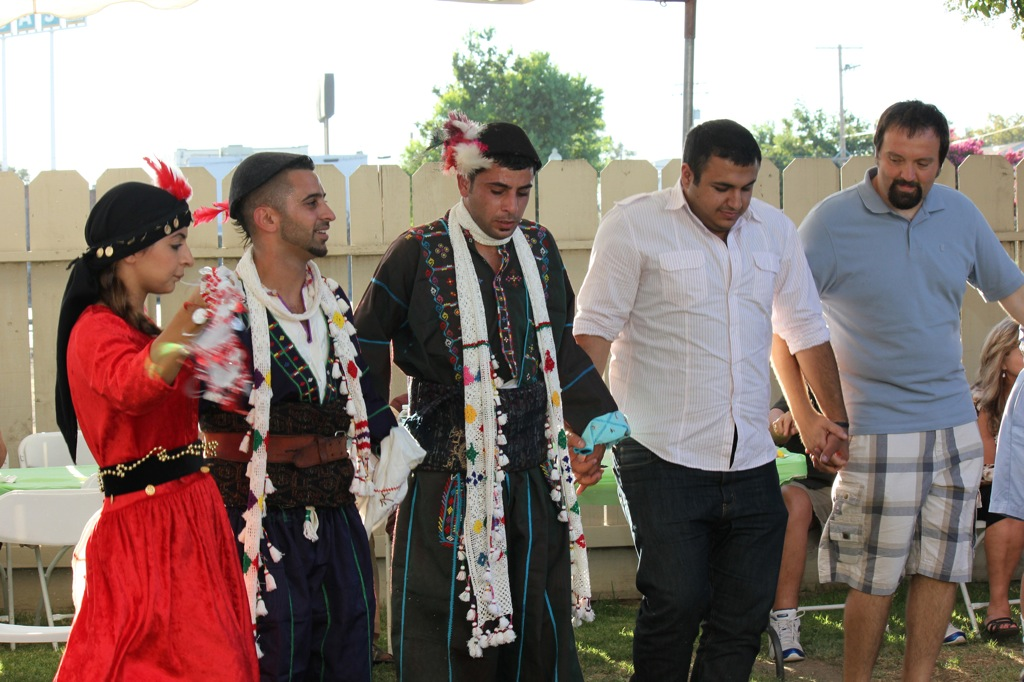
伝統衣装を身に付けて民俗舞踊を踊る

サーベル・ダンスを例外に、すべてのアッシリアの踊りは、繋がって輪または列になって踊る。ほとんどのアッシリアのラインダンスは同じステップパターンを繰り返して、横方向に動く。踊りの列は開いた円の形状をとり、場所次第では列は螺旋状になっていくこともある。
体の動かし方は「ステップ・リープ・ラン・ホップ・ジャンプ」の５つしかない。 脚は「スタンプ・ストンプ（重く踏み鳴らして歩く）・キック」もする。腕は通常は脚と独立して動かし、その仕草には、反動をつけた振動、前後への振り、左右への動き、頭の上に掲げる、拍手がある。
多くのダンスで踊り手の胴体は肩と腕と共にリズミカルに上下に跳ねる。 ストンプとスタンプのほか、膝の屈曲、スクワットや脚を伸ばす動作が、アッシリアの踊りではよく見られる。
踊り手の間の繋がり方は、最も一般的な「手と手」の他、「手と肩」、「手と腰」がある。「手と手」については「下におろしてつなぐ」、「肩の高さにつなぐ」、「肩に手を置く」との３つの型があるが、肩を組む例が最も少ない。

## 踊り
踊りや踊りの曲の名前の表記には必ずしも一貫性があるわけではなく、実際の呼称にはばらつきがある。ここではよく見られる呼称を用いている。

### 速い踊り
- シスカニ(Siskani): 脚を敏捷に重心を動かしながら、肩を強く素早く揺らし、手足を力強く動かして踊る。時折、キガ の拍子が終焉に向けて シスカニ に上がって終わることがある。脈動するテンポは、西欧音楽のエレクトロニック・ダンス・ミュージックやダンス・ポップと近いものがある。拍子は４/４でテンポは=120-135。

- ギュバレ(Gubareh): 大抵パーティの最後に踊られる。曲は速く、陽気で活気があり、ジグに似ている。伴奏の音楽は長調。踊り手は小指でつないで、踊りの輪の中で繰り返し前後に進む。ギュバレ のビートで人気がある曲に、Linda George（英語版）の "Tom Tom"[6] がある。拍子は４/４でテンポは=125-135。

- バブラカ(Bablaka): 小指を組みあって手も腕も上下に動かしながら、エネルギッシュに延々と熱心に踊り続ける[7]。しかし、ギュバレ とは異なり、前後に跳ねることはなく、より安定している。バブラカ での動作は常に腕、肩、手に集中している。踊り手はリズミカルに膝を曲げて踊る。ビートは実際にはギュバレと同質である。 この曲もパーティーの最後に踊られる。拍子は４/４でテンポは=125-130。

- ベラティ(Belaty): 少し速めのアラブのリズムの曲（ベリーダンスの曲に似ている）で踊る。踊り手は手をつなぎ、ビートに合わせて脚を上げ、軽く飛び跳ね、足を空中で横に大きく蹴り出すといった動作を繰り返す。ベラティ のビートで著名な曲としては、Ashur Bet Sargis（英語版） のAhela Yoni[8] がある。拍子は４/４でテンポは=125-135。

- トラマ(Tolama): 生き生きとした力強い踊りは、絶え間なくジャンプと高いキックを繰り返し（ベラティ や ギュバレ に似ている）、体を前後に動かして踊る。ギュバレ の後でパーティの最後に踊られることもあるが、ギュバレ ほど一般的ではない。このビートにあった著名な曲としては、Shamiram Urshan（英語版） の Shoshoola[9] がある。拍子は２/４でテンポは=125-140。

- サーベル・ダンス: 通常は1人から3人で踊る。踊りが始まると、剣を持ってきた者自身が踊り、剣を振って盾（盾はオプション）を持つ。この踊りは、新婦の新郎とその家族への象徴的降伏を表している。結婚式では、カップルの最も身近な男性の親戚によって踊られる。曲の拍子は６/８で、浮き浮きした気分を感じさせる[10]。

### 適度な速さの踊り
- キガ(khigga): 最も人気があるアッシリアの踊りで、もっとも一般的なアッシリア音楽のビートである。キガ という言葉は、"Khigga'd belaty"("khigga of belaty")、"khigga'd gubareh" といった具合にアッシリア人の民族舞踊全体を指す一般名詞として使用されることもある。踊り手は手をつないで列或いは輪を作り、脚を優雅に前後に動かす動作を繰り返す。キガ は最も単純なアッシリアの民俗舞踊でもある。婚礼会場に新郎と神父を迎える際に最初にならされるビートである。この踊りには参加者が小指をつないで踊る少しゆっくりな亜種があり、よりゆっくりなジョージナと混同しがちである。このビートにあった著名な曲としては、Evin Agassi（英語版） の Moralon[11] がある。拍子は４/４で、ゆったりとしたテンポは=105-115。

- キガ・ヤクォーラ(Khigga Yaqoora・重いキガ): 踊り手がより熱烈で誇張された動き、すなわち「膝を曲げる動作」の際のテンポが「重い」ということを除いて、実質 キガ と同じ踊りである。踊りのビートがより速く、独特の技巧を持ち、シスカニ とは異なる。互いに小指でつながって踊ることもある。このビートの歌の例に、David Simon のZayno Mala[12][13] がある。キガ・ヤクォーラ の拍子は４/４で、テンポは=115-120。

- タンザラ(Tamzara): 伝説によると、アッシリア帝国の占領時代に、古代のアッシリア人が食物や植生の神を記念してアナトリア地方に持ち込んだという。踊り手は手をつないで列或いは輪を作り、少しひざを曲げて前後に動く。前述の踊りよりあまり一般的ではない。拍子は２/４で、テンポは=115-125。

- コチャリ(Kochari): この踊りの注目すべき特質は、ダブケの様に、踊り手が腕を組んで踊る。脚を何度も繰り返し蹴り出して踊る。シリアのアッシリア人の間では一般的で、その他の地域ではほとんど見られない。拍子は２/４で、テンポは=110-120。

### ゆっくりとした踊り
- シェイクハニ(Sheikhani):  踊りは キガ よりゆったりとして少し遅い。主な動きは右足からのツー・ステップ（英語版）。踊り手は左腕の肘を曲げて背中に押し付け、右腕は左の踊り手の後ろに向かって伸ばして手をつなぐ。踊り手達は前に進み、その後腕を両脇に置き、中央に蹴り込んでいき、その後すぐに後退する。シェイクハニ のビートの著名な曲としては、Sargon Gabriel（英語版） の Wye Wye Minakh[14] がある。拍子は４/４で、テンポは=90-105。

- バギエ(Bagiyeh): シェイクハニから派生した踊り。踊り手達が前や横の踊り手の背中へゆっくり向く動作や、両足を空中にゆっくりと蹴ったり、鋭く回転しながら両手を上げる動作をする。また、踊り手達は右に回り、その際には手を指で互いにつなぎ、右の腕は身体の前で曲げて、左の腕は背中で曲る。シェイクハニと類似しているが、よりゆっくりで厄介である。この踊りには、Peda と呼ばれるさらに派生した踊りがあり、シンガーソングライターの Adwar Mousa（英語版） により広まった。バギエのビートの著名な曲としては、Linda George（英語版） の Yalekhta[15] がある。バギエの拍子は４/４で、テンポは=80-95。

- ジョージナ(Georgina): クルドの民俗舞踊（英語版） に触発された踊りで、ゆっくりとしたペースで感傷的なバラード（英語版） （有名な曲の例としては、Janan Sawa（英語版） の Zereneh[16] ）を伴奏に踊る。用いる音楽にはトルコ音楽とクルドの音楽（英語版） の雰囲気の曲が使われる傾向にある。踊り手達は小指でつなぎ、リズミカルに動かす（バブラカ に似ているが、より柔らかい）。特にカルデアのアッシリア人の間で広まっている。拍子は３/４で、テンポは=70-80。

- チョビ(Chobi): イラク音楽（英語版） で踊る現代的な輪舞。イラク国内のアッシリア人（英語版）が踊る。キガに似ているが、脚をより高く上げたり、体の揺れがより顕著である。脚は素早く繰り返し蹴り出され、腕は前後に揺らす。曲は通常アラビア語イラク方言の歌が使われているが、Evin Agassiの "Teela Teela"のように、いくつかのアッシリアの歌にこのリズムを持つものがある。テンポは=95-100[17]。

- アラバノ(Arabanoo): ゆっくりとした輪舞で、小指でつながった踊り手は輪に沿ってゆっくり揺れながら踊る。イラクのオルーミーイェのアッシリア人が主に踊る。ジョージナと混同しやすいが、よりゆっくりで静かである。このビートは、Evin Agassi の Aywateh[18]で使われている。あまり一般的には踊られていない。拍子は６/８、=52-66。

- アジア・タマ(Azia Tamma): シェイクハニに曲の速さは似ているが、前後に移動するときにより細かくステップを刻む。あまり一般的には踊られていない。拍子は２/４、=82-88。

## その他の踊り
これらのアッシリアの民俗舞踊が踊られることはまれであるが、いくつかの部族で特別な機会に今も踊られることがある：
- Akmale
- Azrabukeh: ６/８、=116-126
- Bet-Karkhan
- Beriyo
- Chalakhan: ６/８、=126-132
- デマレ(Demale): ４/４、=63-69 [19]
- Dimdimma: ２/４、=72-76 又は、６/８、=118-122
- Hareigooleh: ６/８、=116-124
- Hoberban: ６/８、=130-134
- Janiman: １０/８、=60-66
- Mamer: ２/４、=122-130
- Janiman: １０/８、=60-66
- Hoberban: ６/８、=130-134
- Mamyana: ２/４、=68-74
- Shapshapa
- Shara: ６/８、=92-100
- Sinjiyeh
- Zingirta: ４/４、=120-150

## 参考資料

### 音源
- 現代的な キガ の拍子(適度な速さ) 
電子ドラムとシンセサイザーの伴奏。一般的なアッシリアの民俗舞踊のビート。
- 熱が入ったシスカニのビート 
リズムやメロディに関して、トルコ人やクルド人の音楽に似ている。
- 現代的なシェイクハニのリズム
キガ より遅いビート。リズムはレゲトン、ソカ、カリプソに似ている。
- 現代的なバギエのリズム
シェイクハニと同質だが、少しビートが遅い。ベラティ のリズムが織り交ぜられている。
- 速いペースの生き生きした ギュバレ のビート
力強い活発な音調で、伝統音楽のアレンジを加えている。

- ジョージナのビート 
ゆっくりでゆっりとしたテンポで拍手音を伴う。
- チョビ 
ややゆっくりでリズミカルなたビート。通常、イラクの音楽（英語版）を伴う。
- アコースティック楽器（ドラム・ベース）による古い キガ のビート 
アコースティック楽器は、1990年代初頭まで生演奏で使用されていたが、最終的に1990年代半ばには電子楽器が一般的となり置き換えられた。
- 古い シェイクハニ のビート 
1990年代初頭のアコースティック楽器での演奏。

### 映像
- キガ
- シェイクハニ
- バギエ
- ギュバレ
- ベラティ
- バブラカ
- ジョージナ
- タンザラ
- トラマ
- アジア・タマ
- コチャリ

## 関連リンク
- 30 Assyrian Folk Dances by Peter Pnuel BetBasoo 2018/08/01閲覧
- Folkraft-LP-4 "Assyrian Folk Dances" Orchestra of the Shemiram Assyrian Folklore Group of Theran, Iran Organized by Mrs. Lili Teimourazi 2018/08/02閲覧